# Torquato Tasso (Goldoni)
Torquato Tasso è una commedia teatrale di Carlo Goldoni. Scritta nel 1755, fu rappresentata per la prima volta nel Teatro San Luca di Venezia per l'inaugurazione del Carnevale dello stesso anno.
È la terza e ultima commedia storica in versi scritta dall'autore. Per la materia, del tutto leggendaria, l'autore, come scrisse nella prefazione, attinse al Grand dictionaire historique del Moréri (1674). L'intreccio della commedia ha origine dall'equivoco sul nome di Eleonora, che era quello della donna amata dal Tasso e di altre tre donne della corte del Duca di Ferrara, città dove è ambientata la scena. La commedia piacque al pubblico e fu ripresa anche nel corso dell'Ottocento.

## Trama

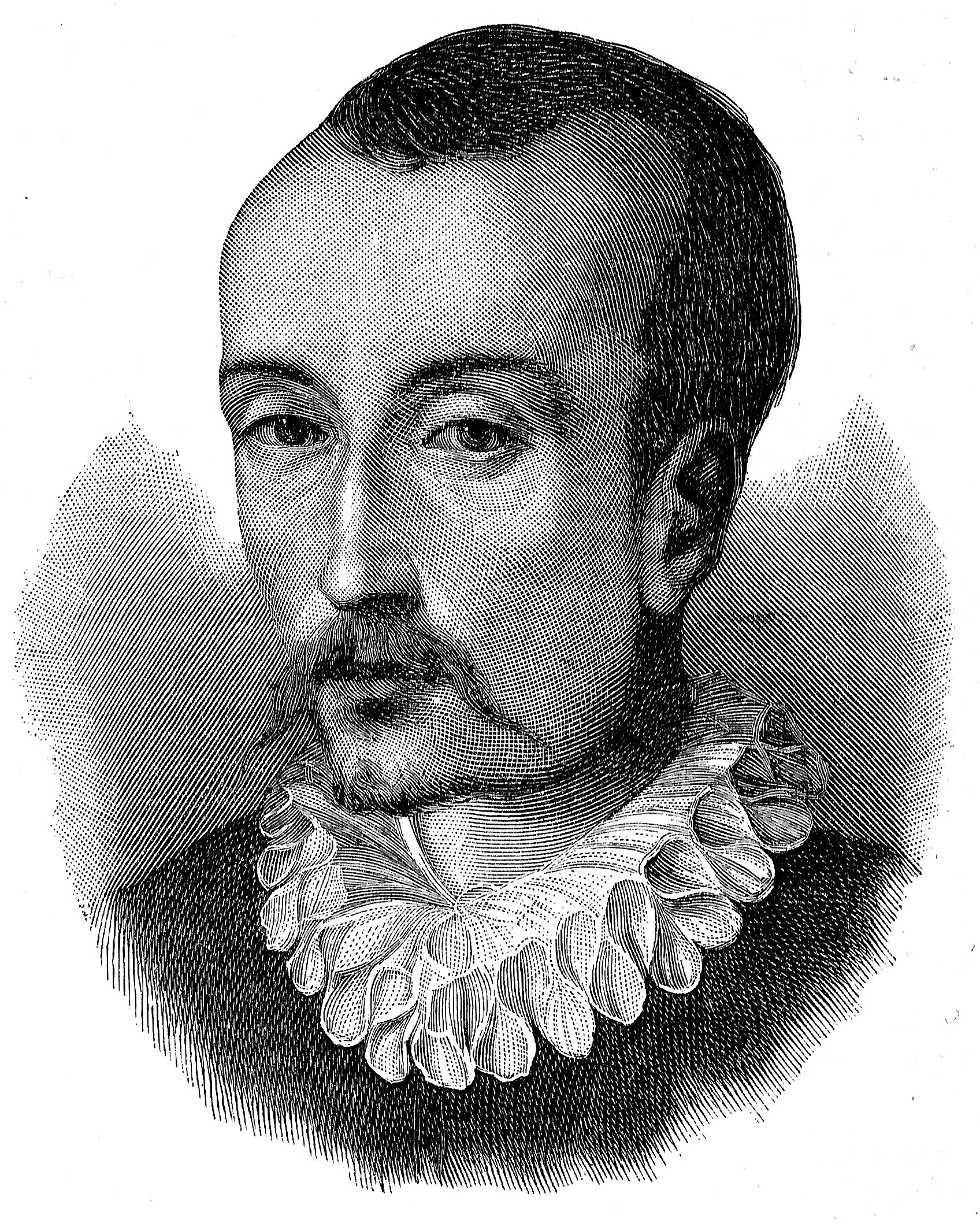
Ritratto di Torquato Tasso

La commedia, come L'avaro (1756) e Terenzio (1754), fa parte di un trittico che si discosta dalle altre opere umoristiche e maggiori di Carlo Goldoni. Infatti la commedia presente, al contrario del genere, inscena elementi seri riguardanti la vita del poeta e scrittore cortigiano Torquato Tasso. Nel 1500 il poeta Torquato Tasso si trova in una difficile situazione e causa dell'avvento in Italia della Controriforma. Infatti, a causa di questa decisione della Chiesa cattolica di impoverire la cultura, Tasso si vede costretto a cambiare genere alle sue poesie e ai suoi scritti, il che incomincia a provocargli delle turbe mentali. Tasso si trova sempre in un conflitto interiore, anche perché non è nemmeno in buoni rapporti con il duca ferrarese Alfonso II d'Este, in cui cerca di denunciare gli aspetti semplici e corrotti della corte di Ferrara, ma poi infine decide di accettarli e di piegarsi allo stesso modo ai metodi brutali della Chiesa. Sebbene la vita per Tasso sia difficile presso le corti di Ferrara e Venezia, egli trova l'amore nella duchessa Eleonora, favorita anche di Alfonso, e le dedica spesso amorevoli versi. Però la ragazza non può avere due spasimanti contemporaneamente e ciò fa sì che un giorno Alfonso se ne accorga, durante un esilarante equivoco, e si infuri molto con il suo cortigiano. Dato che Torquato Tasso manifesta sempre di più i suoi stati di pazzia, l'Accademia della Crusca decide finalmente di toglierlo di mezzo con un astuto stratagemma. Da Napoli giungono degli emissari che si presentano a Tasso, fingendo di portarlo dai suoi veri parenti, ma che in realtà lo getteranno in un manicomio.

## Poetica
Carlo Goldoni pone la figura del poeta estense al centro di una commedia tipicamente autobiografica: Tasso subisce le critiche ingiustificate dei puristi della lingua, allo stesso modo dello scrittore veneziano costretto anche lui, come il predecessore che doveva confrontarsi con Ludovico Ariosto, a una continua polemica con Pietro Chiari.